# 金珍洙
金珍洙（김진수，1992年6月13日—），韩国足球运动员，曾效力于日本职业足球联赛球队新潟天鹅，以及德甲球會霍芬海姆，以及韓國K聯賽1球會全北現代汽車。現時被沙特職業足球聯賽球隊艾納斯外借至K聯賽1球會全北現代汽車，2022球季和2023年球季在全北現代汽車擔任副隊長之一。

## 俱乐部生涯
2012年2月，金珍洙在庆熙大学学习一年后退学，和校友金永根一起加盟J联赛球队新潟天鹅。他在加盟球队的第一个赛季就成为球队的主力球员，2012年3月10日在联赛第一轮对阵川崎前锋出场，上演职业生涯首秀。2012年11月24日，他在和仙台七夕的比赛中射进职业生涯的首球，最终帮助球队保级成功。
2014年6月13日，金珍洙於22歲生日當日加盟德甲球會霍芬海姆，簽署合約効力至2018年6月30日。
2017年1月8日，韓國國腳因為在霍芬海姆得不到主帥纳格尔斯曼的信任，苦無出場機會，為了得到更多的出場機會，決定轉會回到K聯賽的全北現代，轉會費約為160萬歐元。。
2020年8月，金珍洙轉會至沙烏地阿拉伯足球俱樂部艾納斯。
2021年7月，全北现代和艾納斯確定了金珍洙的租借事宜，他将被租借至韩国球队一个赛季。

## 国家队生涯
2013年7月20日，他在2013年东亚杯足球赛0比0战平澳大利亚的比赛首次代表韩国国家足球队出战。2014年5月，他入选韩国队参加2014年世界杯足球赛的23人名单。。
2014年5月底，金珍洙因受傷關係被迫退出韩国世界杯23人名单，改由效力德甲球會美因茨的朴柱昊代替。
2018年12月20日，韩国足协公布了2019年亚洲杯23人大名单，金珍洙入选。最後，韩国队於八強出局。
2022年11月，金珍洙獲选入2022年世界盃最終26人名單。

## 榮譽

### 俱樂部
全北現代
- K聯賽1 (5): 2017、2018、2019、2020、2021
- 韓國足協盃 (2): 2020、2022

### 國家隊
南韓 U23
- 亞洲運動會足球比賽冠軍：2014年

南韓
- 東亞足球錦標賽 (2): 2017、2019

### 個人
- K聯賽1 Best XI (2): 2017、2022